# テイラー・ヴィクセン
テイラー・ヴィクセン（Taylor Vixen、1983年10月25日 - ）は、アメリカ合衆国のポルノ女優。テキサス州出身。

## 人物
ペントハウス2009年9月号のペントハウスペットを務め、ペット・オブ・ザ・イヤー2010に選ばれた。